# Orestias olivaceus
Espèce
Statut de conservation UICN

 VU B1ab(iii,v); D2 : Vulnérable
Orestias olivaceus est une espèce de poissons de la famille des Cyprinodontidae. Elle est endémique de la partie péruvienne du lac Titicaca.